# Listová zelenina

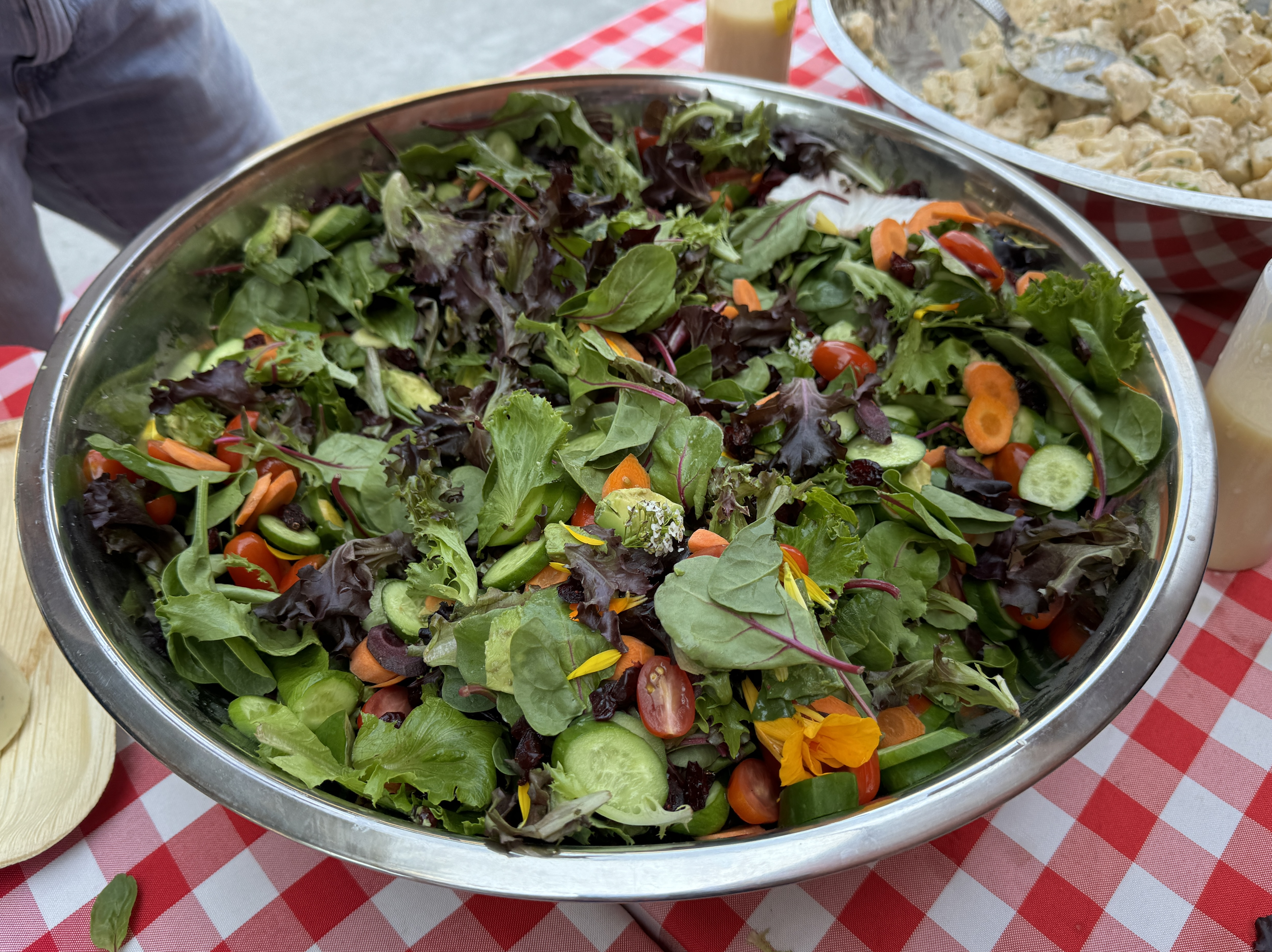
syrová listová zelenina se skvěle hodí do různých salátů

Listová zelenina je zelenina, u které jsou konzumovány listy, někdy i stonky a výhonky. Tato zelenina bývá nejčastěji konzumována syrová v různých salátech.
Je známo téměř tisíc druhů rostlin s jedlými listy. Listová zelenina nejčastěji pochází z krátkodobě žijících bylinných rostlin, jako jsou salát a špenát. Mnoho druhů se pěstuje jak pro domácí potřebu, tak i ve velkém. Téměř každý druh v mnoha odrůdách. Má vysoký obsah vody a nízkou energetickou hodnotu. Svůj obsah vody pak ale rychle ztrácí a proto brzo vadne.
Také listy dřevnatých rostlin různých druhů a listy mnoha krmných plodin jsou jedlé i pro člověka, ale obvykle se konzumují pouze v podmínkách hladomoru. Příklady zahrnují lucerku, jetel a většinu trav, včetně pšenice a ječmene.

## Výživa
Špenát, jako příklad listové zeleniny, má nízký obsah kalorií a tuků na kalorii a je bohatý na dietní vlákninu, vitamin C, provitamín A karotenoidy, folát, mangan a vitamin K.
Listová zelenina celkově obsahuje mnoho typických rostlinných živin, ale zvláště pozoruhodné jejich hladiny vitamínu K. Nejběžnější forma vitamínu je přímo zapojena do fotosyntézy a obsahuje ji chlorofyl. Listy obsahují také velké množství vitaminu C, kyseliny listové a minerálních látek. Karoteny jsou obsaženy zejména v tmavě zelených nebo červených listech.

## Příklady listové zeleniny
- hlávkový salát
- špenát
- čekanka listová
- mangold
- rukola
- zelí
- kapusta

Méně obvyklými ale užívanými druhy jsou i
- chřest lékařský
- kozlíček polní
- kopřiva dvoudomá